# Рассказов Роман Володимирович
Роман Володимирович Рассказов (рос. Роман Владимирович Рассказов; нар. 28 квітня 1979) — російський легкоатлет, який спеціалізувався на спортивній ходьбі.

## Спортивні досягнення
Фінішував 6-м в олімпійському зах́оді на 20 кілометрів на Іграх в Сіднеї (2000).
Чемпіон світу з ходьби на 20 кілометрів (2001). Бронзовий призер чемпіонату світу в цій дисципліні (2003).
Володар Кубку світу з ходьби в командному заліку (2002).
Чемпіон світу серед юніорів з ходьби на 10000 метрів (1998).
Чемпіон Росії з ходьби на 20 кілометрів (1999, 2000, 2001). Бронзовий призер чемпіонату Росії з ходьби на 20 кілометрів (2002).
Зимовий чемпіон Росії з ходьби на 20 кілометрів (2000). Бронзовий призер зимового чемпіонату Росії з ходьби на 20 кілометрів (2004).
Володар вищого світового досягнення з шосейної ходьби на 10 кілометрів — 37.11 (2000).
Ексволодар вищого світового досягнення з шосейної ходьби на 20 кілометрів — 1:17.46 (2000).

## Визнання
- Майстер спорту Росії міжнародного класу